# Breathe (documental)
Breathe és un documental dirigit per Susanna Barranco a partir de la relació personal entre les internes del centre penitenciari Can Brians. En el documental, es mostren els vincles entre les dones internes del centre penitenciari i l'espai on conviuen, tot proposant una reflexió sobre el sistema penitenciari actual i donant a conèixer la situació de salubritat i higiene de les instal·lacions, i donant veu a dones preses a través de la seva realització en tallers d'expressió teatral i creativa. En les entrevistes, les preses expliquen el seu estat físic i psíquic, i com el sistema permet la possibilitat de la reinserció. El documental es finança amb una campanya de micromecenatge (muntatge, postproducció d'imatge, postproducció de so, edició, talonatge, campanya i distribució, i gravació de devedés i cartells) i rebé el suport del Departament de Justícia de la Generalitat de Catalunya. L'argument del documental, és la creació d'una obra de teatre que esdevindrà l'objectiu comú entre totes les preses. Susanna Barranco havia treballat abans amb joves d'un centre de menors al documental Caure del niu, i seria a partir d'aquest documental que sorgiria la idea de treballar amb dones que hi estan a centres penitenciaris amb llargs allotjaments, en què la manca de llibertat suposa un pes real en les seves vides, i així fou com l'octubre del 2019 estrenaria el documental Breathe. El rodatge començà el 2 de maig de 2019 i es rodà en castellà i català, al llarg de 12 setmanes i amb un pressupost de 46.900 euros. El documental participà en la secció DOC a la 66a edició de la Seminci, la Setmana Internacional de Cinema de Valladolid, que tingué lloc del 23 al 30 d'octubre, per després estrenar-se també 25 de novembre als Cinemes Girona de Barcelona, dins el cicle "Dones de cinema: Nosaltres comptem", i al març següent al programa de televisió Sense ficció, dins el mes dedicat a les dones a TV3.